# Винисио, Луис
Луис Винисиус де Менезес (порт. Luís Vinícius de Menezes; 28 февраля 1932, Белу-Оризонти), также известен под именем Луис Винисио (порт. Luís Vinício) или Луис Виничио (итал. Luís Vinicio) — бразильский и итальянский футболист, играл на позиции нападающего, и тренер. Лучший бомбардир в истории клуба «Виченца» по голам в серии А.

## Карьера
Луис Винисо начал карьеру в клубе «Ботафого» в 1950 году, уже через год он смог завоевать место в основе команды и не расставался с ним до ухода из клуба. Самым же удачным для Винисо стал 1953 год, когда футболист забил 14 голов, а клуб занял второе место в квалификационном турнире чемпионата штата, однако в основном турнире «провалился» и занял последнее место.
В 1955 году Винисио уехал в Италию, где присоединился к клубу «Наполи», в составе которого дебютировал 18 сентября 1955 года в матче с «Торино», игра завершилась со счётом 2:2. Винисо быстро полюбился неаполитанским «тиффози», став лидером команды, за что получил прозвищ «Лев из Рио». Он провёл за клуб 5 сезонов, забив 69 голов в 152 матчах. А в первые 3 сезона Винисио не опускал свой «голевой счёт» ниже отметки 16 голов за сезон.
В 1960 году Винисио перешёл в «Болонью», но после первого удачного сезона в клубе, во втором его вытеснил из состава молодой датчанин Харальд Нильсен, после чего Винисио занялся поисками новой команды. Этой командой стала «Виченца». В «Виченце» Винисио стал центром не только нападения, но и всей игры клуба, он подыгрывал и множество голов забивал сам — 18 голов в 1964 году, 12 в 1965 и 25 мячей (лучший голевой результат в том чемпионате) в 1966.
После того, как Винисио выиграл звание лучшего бомбардира, он был приглашён Эленио Эррерой в «Интернационале». Но в «Интере» Винисо провёл лишь 8 матчей и забил  мяч. Как оказалось, Эррера купил Винисио из опасения, что тот перейдёт в «Ювентус» или «Милан», которые также интересовались бразильцем. После сезона на скамье запасных, Винисио, потерявший форму и вернувшийся в «Виченцу», более не мог демонстрировать былого уровня игры и завершил свою карьеру.

## Статистика
| Статистика выступлений Винисио за клубы | Статистика выступлений Винисио за клубы | Статистика выступлений Винисио за клубы | Статистика выступлений Винисио за клубы | Статистика выступлений Винисио за клубы | Статистика выступлений Винисио за клубы | Статистика выступлений Винисио за клубы | Статистика выступлений Винисио за клубы | Статистика выступлений Винисио за клубы |
| Сезон                                   | Клуб                                    | Лига                                    | Чемпионат                               | Чемпионат                               | Кубок                                   | Кубок                                   | Континент.                              | Континент.                              |
| Сезон                                   | Клуб                                    | Лига                                    | Игры                                    | Голы                                    | Игры                                    | Голы                                    | Игры                                    | Голы                                    |
| --------------------------------------- | --------------------------------------- | --------------------------------------- | --------------------------------------- | --------------------------------------- | --------------------------------------- | --------------------------------------- | --------------------------------------- | --------------------------------------- |
| 1950                                    | Ботафого                                | Кариока                                 | ?                                       | ?                                       | —                                       | —                                       | —                                       | —                                       |
| 1951                                    | Ботафого                                | Кариока                                 | ?                                       | 1                                       | —                                       | —                                       | —                                       | —                                       |
| 1952                                    | Ботафого                                | Кариока                                 | ?                                       | 3                                       | —                                       | —                                       | —                                       | —                                       |
| 1953                                    | Ботафого                                | Кариока                                 | ?                                       | 14                                      | —                                       | —                                       | —                                       | —                                       |
| 1954                                    | Ботафого                                | Кариока                                 | ?                                       | ?                                       | —                                       | —                                       | —                                       | —                                       |
| 1955-1956                               | Наполи                                  | Серия А                                 | 26                                      | 16                                      | —                                       | —                                       | —                                       | —                                       |
| 1956-1957                               | Наполи                                  | Серия А                                 | 34                                      | 18                                      | —                                       | —                                       | —                                       | —                                       |
| 1957-1958                               | Наполи                                  | Серия А                                 | 34                                      | 21                                      | ?                                       | ?                                       | —                                       | —                                       |
| 1958-1959                               | Наполи                                  | Серия А                                 | 28                                      | 7                                       | ?                                       | ?                                       | —                                       | —                                       |
| 1959-1960                               | Наполи                                  | Серия А                                 | 30                                      | 7                                       | ?                                       | ?                                       | —                                       | —                                       |
| 1960-1961                               | Болонья                                 | Серия А                                 | 30                                      | 11                                      | ?                                       | ?                                       | —                                       | —                                       |
| 1961-1962                               | Болонья                                 | Серия А                                 | 17                                      | 6                                       | ?                                       | ?                                       | —                                       | —                                       |
| 1962-1963                               | Виченца                                 | Серия А                                 | 26                                      | 7                                       | ?                                       | ?                                       | —                                       | —                                       |
| 1963-1964                               | Виченца                                 | Серия А                                 | 29                                      | 17                                      | ?                                       | ?                                       | —                                       | —                                       |
| 1964-1965                               | Виченца                                 | Серия А                                 | 27                                      | 12                                      | ?                                       | ?                                       | —                                       | —                                       |
| 1965-1966                               | Виченца                                 | Серия А                                 | 34                                      | 25                                      | ?                                       | ?                                       | —                                       | —                                       |
| 1966-1967                               | Интер                                   | Серия А                                 | 8                                       | 1                                       | ?                                       | ?                                       | 1                                       | 0                                       |
| 1967-1968                               | Виченца                                 | Серия А                                 | 25                                      | 7                                       | ?                                       | ?                                       | —                                       | —                                       |

## Достижения
- Обладатель Кубка Митропы: 1961
- Лучший бомбардир чемпионата Италии: 1966 (25 голов)
- Обладатель Кубка Италии: 1976